# جيمس د. هوتون
جيمس د. هوتون (بالإنجليزية: James D. Hutton)‏ هو مصور أمريكي، ولد في 1828، وتوفي في 1868.